# Times Union Center
Het Times Union Center (oorspronkelijk Knickerbocker Arena, vervolgens Pepsi Arena ) is een overdekte arena in Albany, New York. De arena biedt plaats aan 6.000 tot 17.500 personen, met een maximale zitcapaciteit van 15.500 voor sportevenementen.
Het gebouw werd ontworpen door Crozier Associates en Clough Harbor & Associates en werd gebouwd door Beltrone/MLB.
De arena heeft 25 luxe suites. Elk met zestien zitplaatsen, kabeltelevisie, een koelkast en een eigen toilet. De suites bevinden zich aan de bovenkant van de binnenkom. Alle suites worden verhuurd op basis van drie jaar.

## Geschiedenis
De arena werd op 30 januari 1990 geopend. Toen heette het nog de Knickerbocker Arena. Frank Sinatra was de eerste die een optreden gaf.
De naamgevingsrechten van de arena werden in 1997 aan Pepsi verkocht, waardoor het van 1997 tot 2006 bekend stond als de Pepsi Arena. In mei 2006 werden de naamrechten verkocht aan de Times Union, een regionale krant. Op 1 januari 2007 werd de arena officieel de Times Union Center.

## Galerij

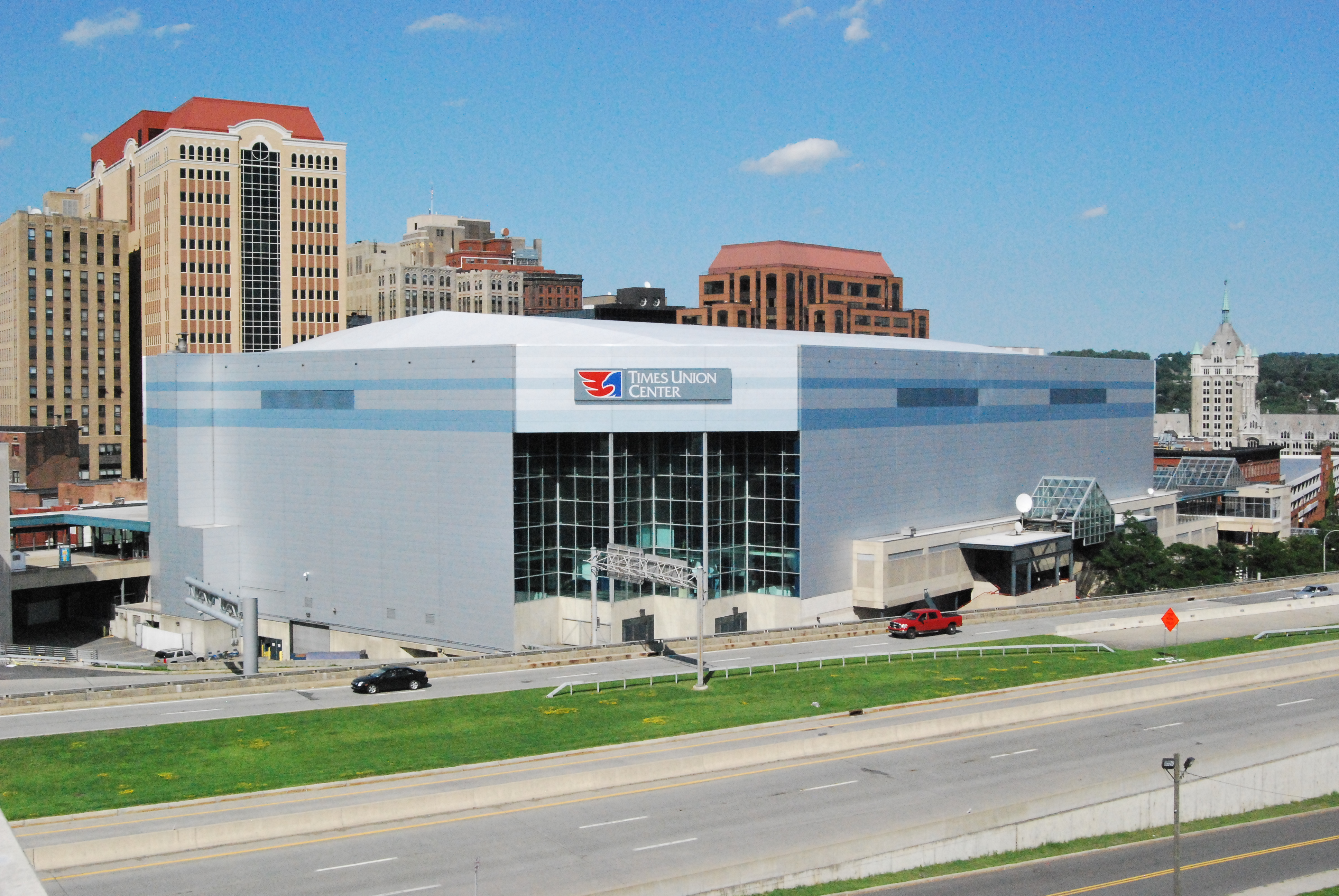
De arena
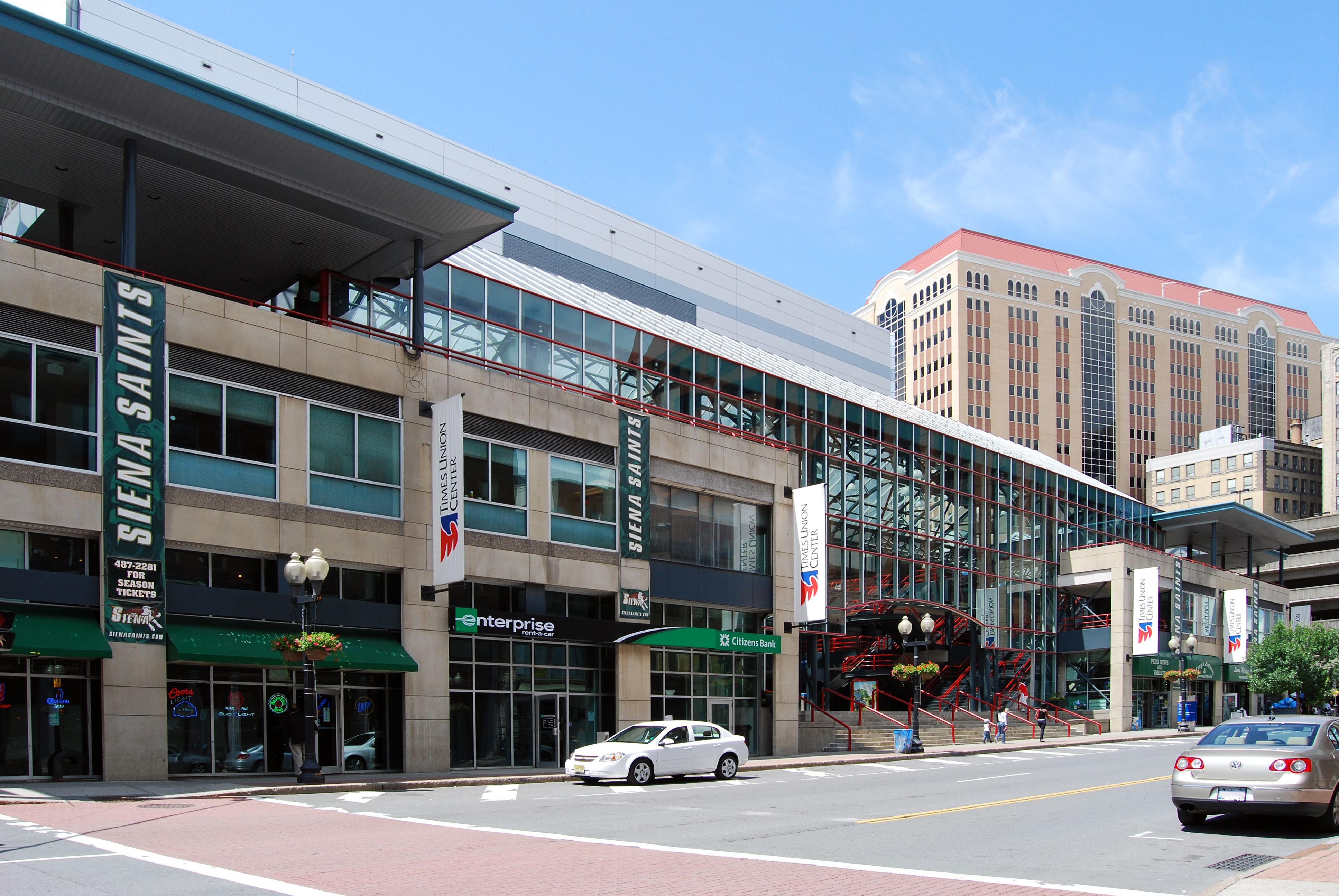
Voorste hoofdingang
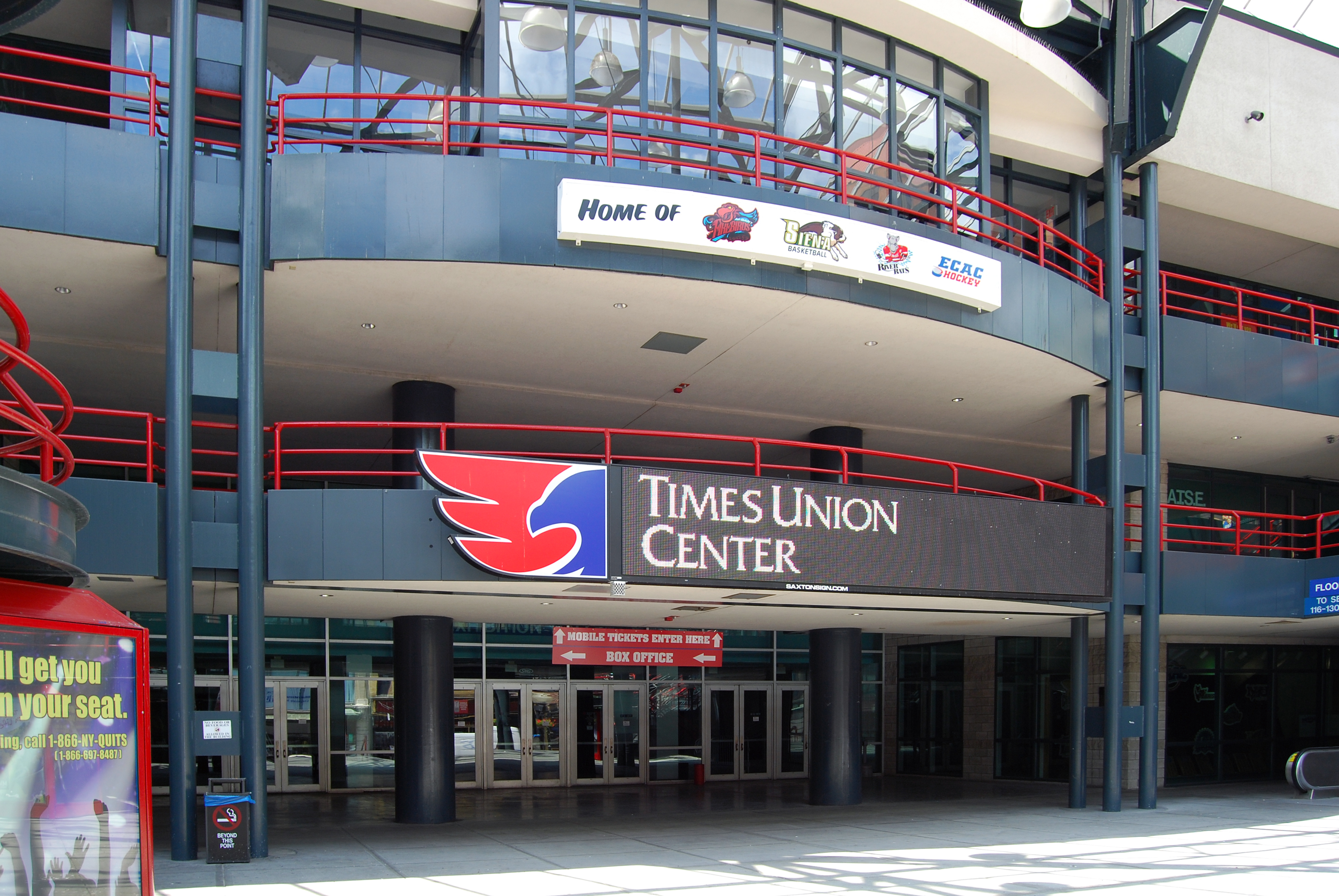
Hoofd Atrium
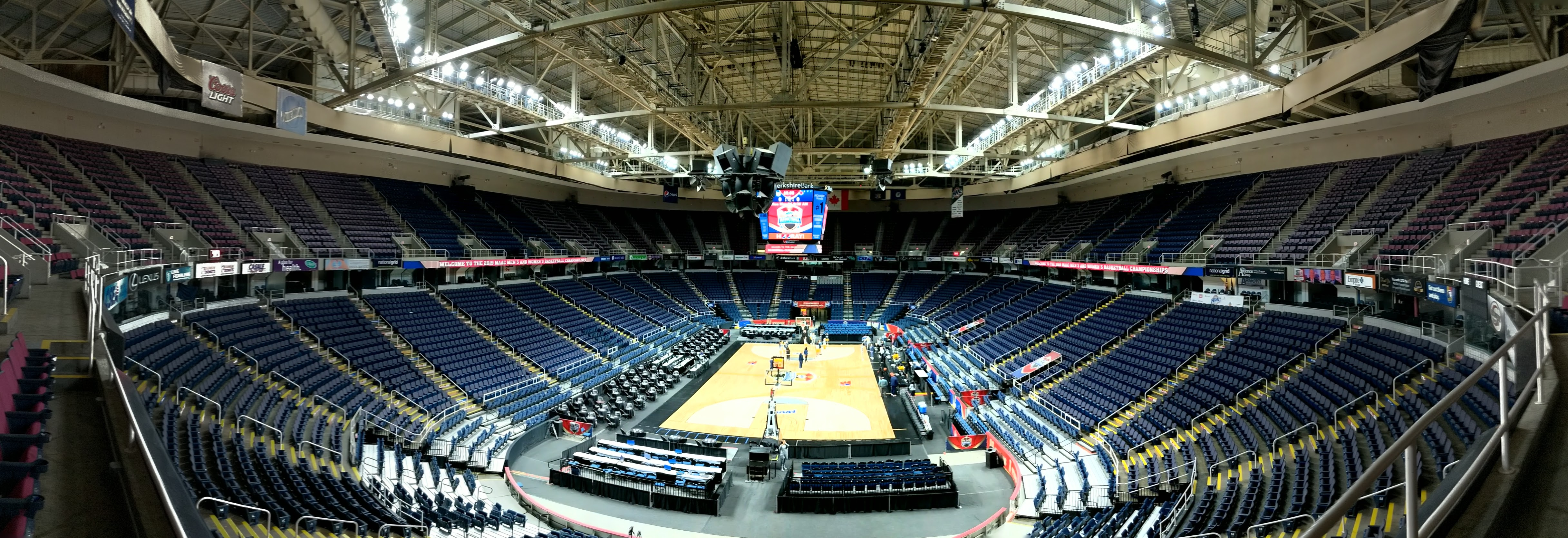
Panorama van Times Union Center

- MusicBrainz: 67fa9745-7705-4262-b21c-0655ad814f52